# Anaea pithyusa
Anaea pithyusa är en fjärilsart som beskrevs av Druce 1877. Anaea pithyusa ingår i släktet Anaea och familjen praktfjärilar. Inga underarter finns listade i Catalogue of Life.